# El Coco, Morelos
El Coco är en ort i Mexiko.   Den ligger i kommunen Puente de Ixtla och delstaten Morelos, i den sydöstra delen av landet, 100 km söder om huvudstaden Mexico City. El Coco ligger 891 meter över havet och antalet invånare är 621.
Terrängen runt El Coco är platt åt nordost, men åt sydväst är den kuperad. Runt El Coco är det ganska tätbefolkat, med 214 invånare per kvadratkilometer. Närmaste större samhälle är Puente de Ixtla, 2,7 km norr om El Coco. Omgivningarna runt El Coco är en mosaik av jordbruksmark och naturlig växtlighet.